# Fourquet (brasserie)
 (avril 2021).
Si vous disposez d'ouvrages ou d'articles de référence ou si vous connaissez des sites web de qualité traitant du thème abordé ici, merci de compléter l'article en donnant les références utiles à sa vérifiabilité et en les liant à la section « Notes et références ».

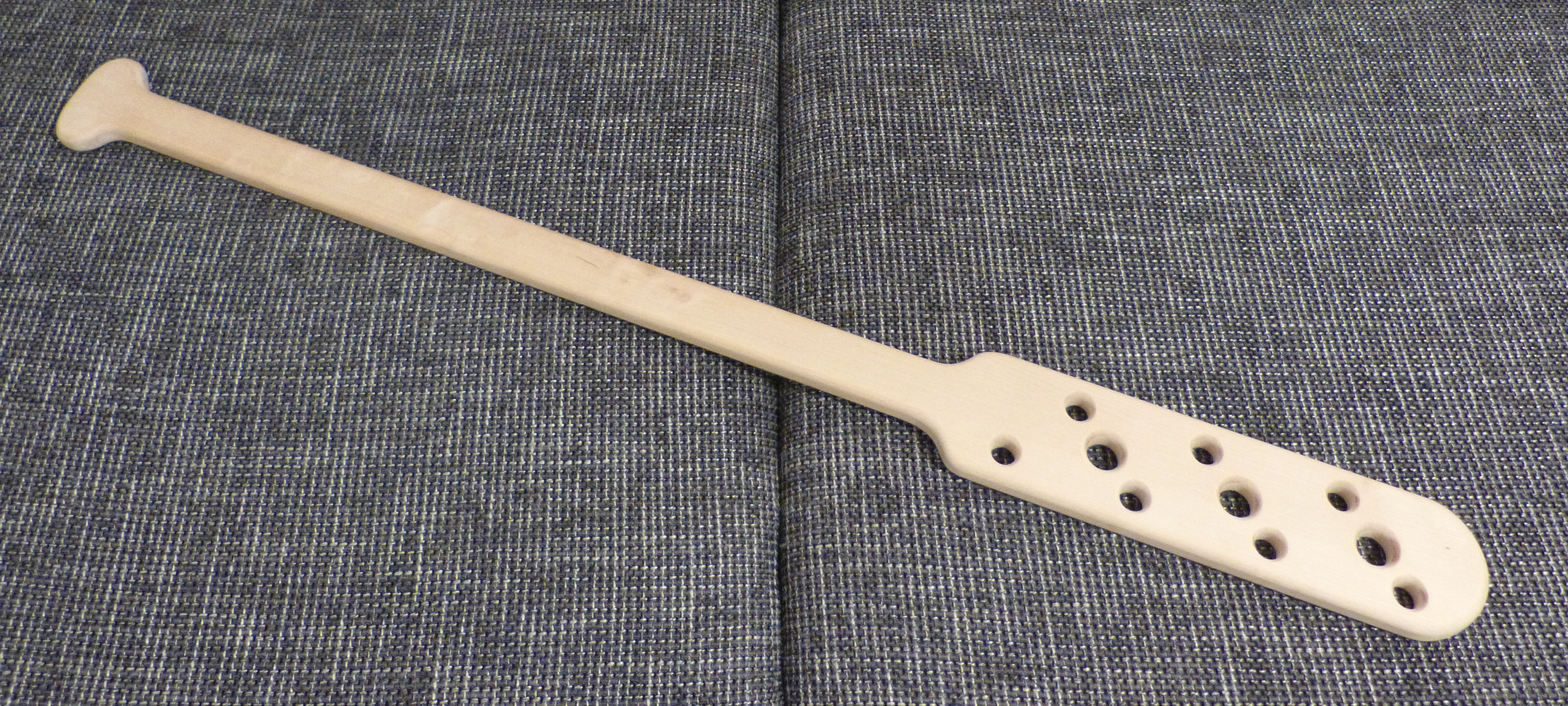
Fourquet en bois de bouleau.

Un fourquet est une pelle en fer, en cuivre ou en bois, percée en son milieu, utilisée en brasserie lors de la confection de la bière.
C'est un ustensile traditionnel dont se sert le brasseur pour mélanger l'eau et le malt dans la cuve d'empattage facilitant ainsi la saccharification, la transformation de l'amidon de céréale en sucre fermentescible, formant ainsi le moût. Il est très similaire au vagueur qui est utilisé pour remuer la maische une fois que l'eau et le malt ont été mélangés à l'aide du fourquet.
On le nomme aussi parfois cuillère du brasseur, à ne pas confondre avec la spatule à bière.